# Santiago Tequixquiac
Santiago Tequixquiac é um povo do estado do México e cabeça municipal do município de Tequixquiac. É unha das povações mais antigas do país, no ano 2010 conta com 22,676 habitantes.

## Geografía

### Localização
| Noroeste: Santa María Apaxco | Norte: Apaxco de Ocampo      | Nordeste: Tlapanaloya       |
| Oeste: Cerro Mesa Ahumada    |                              | Leste: Hueypoxtla           |
| Sudoeste: Huehuetoca         | Sul: Colonia Wenceslao Labra | Sudeste: Santa María Cuevas |

A localização da pequena cidade é o norte do Estado do México, 84 quilômetros ao norte de Cidade do México e 120 km da cidade de Toluca e está localizada no extremo coordenadas geográficas de Greenwich de latitude norte 19 º 51 «23" mínimo , 19 º 57 «28" máximo de longitude oeste, 99 º 03 '30 "mínimo, 99 ° 13« 35 "máximo.
O terreno é feito de colinas de baixa altitude e pequenas lomas separadas por riachos ou ravines, ergue-se o planalto de La Ahuamada, o cabeçalho ou capital municipal reúne-se em um vale alongado dividido por dois rios.

## Bairros

Bairro de El Refugio
Bairro de San José
Bairro de San Mateo
Bairro de San Miguel
Bairro de Santiago (Centro)
Colonia ejidal Adolfo López Mateos